# Зої Гарт із південного штату
«Зої Гарт із південного штату» (англ. Hart of Dixie) — мелодраматичний телесеріал. Протягом 26 вересня 2011 — 27 березня 2015 мережа The CW показала чотири сезони телешоу із 76 епізодів.

## Сюжет
Батько 29-річної дипломованої лікарки Зої Гарт після смерті залишив дочці свою практику в маленькому містечку Блюбел, штат Алабама. Зої невпинно працює, щоб бути найкращим лікарем, яким тільки може бути. Також Зої виявляє, що південна гостинність, як і раніше, не завжди гостинна. Так, інший лікар у місті не радий ділитися практикою з молодим початківцем. Лише мер міста, колишній футболіст Лавон Гейс, її сусід, лихий Вейд Кінсел і красивий адвокат Джордж Такер стають її союзниками. Зої готова була вже пакувати свої валізи, але несподіваний візит її матері та її снобістське поводження спонукають Зої залишитися ще на деякий час в Блюбелі. Поступово вона відкриває маленькі таємниці життя маленького містечка і поступово стає його частиною.

## У ролях

### Основний акторський склад
- Рейчел Білсон — Зої Гарт, молода докторка, яка прагне стати кардіохірургом, як її батько, але переїжджає до маленького містечка в Алабамі, де дізнається про свого біологічного батька та докорінно змінює своє життя та ставлення до людей.
- Джеймі Кінг — Леймон Бріленд, дочка місцевого лікаря-конкурента Зої; суперниця головної героїні в життя та коханні.
- Кресс Вільямс — Лавон Гейс, колишній професійний футболист, мер містечка, дружить із Зої та періодично перебуває в романтичних стосунках із Леймон та іншими жінками.
- Вілсон Бетел — Вейд Кінселла, бармен та власник закладу, сусід та таємна симпатія Зої, друг Лавона Гейса.
- Тім Метісон — Брік Бріланд, лікар, батько Леймон і Магнолії, бойфренд Шелбі Сінклер.
- Скотт Портер — Джордж Такер, адвокат, колишній наречений Леймон, часто спілкується із Зої.
- Кейтлін Блек — Аннабет Несс, світська левиця, членкиня Спілки південних красунь, подруга Леймон; зустрічалася з Гейсом та Такером.

### Другорядний акторський склад
- Клаудія Лі — Магнолія Бріленд, молодша сестра Леймон.
- Маккейлі Міллер — Роуз Гаттенбергер, юна дівчина, подруга Зої.
- Мірс Монро — Тенсі Труітт , колишня дружина Вейда Кінселли і дівчина Джорджа.
- Росс Філіпс — Том Лонг, закомплексований чоловік, наречений, потім чоловік Ванди.
- Меллорі Мой — Ванда Лонг, дружина Тома Лонга, офіціантка в «Раммер Джаммер».
- Джош Кук — Джоел Стівенс, письменник із Нью-Йорка, бойфренд Зої (3 сезон).
- Брейді Беркгардт — Крікетт Воттс, подруга Леймон, колишня дружина Стенлі Воттса; пізніше оголосила себе лесбійкою.
- Карла Рената — Сьюзі
- Реджинальд Велджонсон — Деш ДеВітт, репортер місцевої газети.
- Армелія Макквін — Шула Вїтакер, мешканка Блюбел, відома пристрастю до антикваріату.
- Тревіс Ван Вінкл — Джона Бріленд, лікар, племінник Брика, кузен Леймон і Магнолії.
- Голден Брукс — Рубі Джеффріс, колишня дівчина Лавона зі старшої школи і суперниця Леймон.
- Лора Белл Банді — Шелбі Сінклер, кохана Брика, колишня жінка Джорджа.
- Лорен Біттнер — Вівіан Вілкс, кузина Зої і дівчина Вейда.
- Коул Сенд — Гарлі Вілкс, маленький син Вівіан.
- Баррі Вотсон — Девіс Полк, хлопець Аннабет.
- Ієн Ентоні Дейл — Генрі Далтон, багатий доктор зі зв'язками.

## Список епізодів
| Сезони | Кількість епізодів | Прем’єрний показ | Прем’єрний показ                        | Прем’єрний показ | Прем’єрний показ                           | Прем’єрний показ             | Прем’єрний показ                         | Рейтинг Нільсена (на основі кількості глядачів) |
| Сезони | Кількість епізодів | Початок          | Кількість глядачів першого епізоду, млн | Завершення       | Кількість глядачів фінального епізоду, млн | Таймслот                     | Середня кількість глядачів у сезоні, млн | Рейтинг Нільсена (на основі кількості глядачів) |
| ------ | ------------------ | ---------------- | --------------------------------------- | ---------------- | ------------------------------------------ | ---------------------------- | ---------------------------------------- | ----------------------------------------------- |
| 1      | 22                 | 26 вересня 2011  | 1,88                                    | 14 травня 2012   | 1,60                                       | понеділок, 21:00             | 1,77                                     | #182                                            |
| 2      | 22                 | 2 жовтня 2012    | 1,53                                    | 7 травня 2013    | 1,19                                       | вівторок, 20:00              | 1,70                                     | #142                                            |
| 3      | 22                 | 7 жовтня 2013    | 1,03                                    | 16 травня 2014   | 0,88                                       | понеділок, 20:00 (2013—2014) | 1,37                                     | #166                                            |
| 3      | 22                 | 7 жовтня 2013    | 1,03                                    | 16 травня 2014   | 0,88                                       | п'ятниця, 21:00 (2014)       | 1,37                                     | #166                                            |
| 4      | 10                 | 15 грудня 2014   | 1,22                                    | 27 березня 2015  | 1,33                                       | понеділок, 20:00 (2014)      | 1,61                                     | #175                                            |
| 4      | 10                 | 15 грудня 2014   | 1,22                                    | 27 березня 2015  | 1,33                                       | п'ятниця, 20:00 (2015)       | 1,61                                     | #175                                            |